# 8 يونيو
- السبت
- الأحد
- الاثنين
- الثلاثاء
- الأربعاء
- الخميس
- الجمعة

- 314 ذو الحجة 1446  هـ
- 15 ذو الحجة 1446  هـ
- 26 ذو الحجة 1446  هـ
- 37 ذو الحجة 1446  هـ
- 48 ذو الحجة 1446  هـ
- 59 ذو الحجة 1446  هـ
- 610 ذو الحجة 1446  هـ
- 711 ذو الحجة 1446  هـ
- 812 ذو الحجة 1446  هـ
- 913 ذو الحجة 1446  هـ
- 1014 ذو الحجة 1446  هـ
- 1115 ذو الحجة 1446  هـ
- 1216 ذو الحجة 1446  هـ
- 1317 ذو الحجة 1446  هـ
- 1418 ذو الحجة 1446  هـ
- 1519 ذو الحجة 1446  هـ
- 1620 ذو الحجة 1446  هـ
- 1721 ذو الحجة 1446  هـ
- 1822 ذو الحجة 1446  هـ
- 1923 ذو الحجة 1446  هـ
- 2024 ذو الحجة 1446  هـ
- 2125 ذو الحجة 1446  هـ
- 2226 ذو الحجة 1446  هـ
- 2327 ذو الحجة 1446  هـ
- 2428 ذو الحجة 1446  هـ
- 2529 ذو الحجة 1446  هـ
- 261 محرم 1447  هـ
- 272 محرم 1447  هـ
- 283 محرم 1447  هـ
- 294 محرم 1447  هـ
- 305 محرم 1447  هـ
- 16 محرم 1447  هـ
- 27 محرم 1447  هـ
- 38 محرم 1447  هـ
- 49 محرم 1447  هـ

8 يونيو أو 8 حُزيران أو 8 يونيه أو يوم 8 \ 6 (اليوم الثامن من الشهر السادس) هو اليوم التاسع والخمسون بعد المئة (159) من السنوات البسيطة، أو اليوم الستون بعد المئة (160) من السنوات الكبيسة وفقًا للتقويم الميلادي الغربي (الغريغوري). يبقى بعده 206 يوما لانتهاء السنة.

## أحداث
- 1776 - وقوع معركة تروا ريفيير خلال حرب الاستقلال الأمريكية والتي انتهت بانتصارٍ بريطانيّ.
- 1815 - 39 ولاية ألمانية توافق على الاتحاد في كيان واحد وفقًا لدستور كنفدرالي عرف باسم قانون الكنفدرالية.
- 1867 - صدور فرمان تغيير لقب حاكم إيالة مصر من والي إلى خديوي، وظل هذا اللقب سائدًا حتى عام 1914 عندما تغير إلى سلطان. وكان أول من تقلب به هو الخديوي إسماعيل وتمتع بموجب هذا الفرمان ببعض الاستقلال في إدارة شئون البلاد الداخلية والمالية وأصبح له الحق في عقد المعاهدات الخاصة بالبريد والجمارك ومرور الأفراد والبضائع وشؤون الضبط للجاليات الأجنبية.
- 1919 - تأسيس مجمع اللغة العربية بدمشق.
- 1921 - القوات الجوية الأمريكية تقوم بأول اختبار لكابينة الضغط بواسطة طائرة «إركو دي إتش.4».
- 1941 -
  - القوات البريطانية والفرنسية تغزو الأراضي السورية وذلك كي تمنع إنشاء قواعد لدول المحور أثناء الحرب العالمية الثانية.
  - طلق ناري يفقأ العين اليسرى لموشيه دايان.
- 1942 - القوات البحرية اليابانية تقصف مدينة سيدني بأستراليا وذلك أثناء الحرب العالمية الثانية.
- 1944 - الجنرال برنارد مونتغمري يصل إلى ساحل نورمندي وذلك لقيادة القوات البريطانية المشاركة في أكبر عملية إمرار بحري في التاريخ والتي سبقت معركة نورمندي الشهيرة التي انتهت بتحرير فرنسا وهزيمة القوات الألمانية واضطرارها للانسحاب من فرنسا.
- 1948 - طيران الهند يعلن عن بدء خدماته الإعتيادية بين مومباي ولندن بواسطة «لوكهييد كونستيلاشن».
- 1956 - ليم يوي هوك [الإنجليزية] يتولى رئاسة الوزراء في سنغافورة.
- 1959 - الغواصة الأمريكية «يو إس إس باربيرو» وخدمات بريد الولايات المتحدة يحاولان توصيل البريد عن طريق صواريخ البريد.
- 1967 - هجوم على سفينة «يو إس إس ليبرتي» التابعة للبحرية الأمريكية، خلال حرب الأيام الستة بواسطة الطائرات المقاتلة لسلاح الجو الإسرائيلي. وأسفر الهجوم عن مقتل 34 وجرح 171 من أفراد الطاقم.
- 1986 - انتخاب كورت فالدهايم رئيسًا للنمسا.
- 1989 - مقاتلة ميكويان ميج-29 تابعة للقوات الجوية الروسية تتعرض لضربة طير في معرض باريس الجوي، وقد استطاع الطيار «أناتولي كفوتشر» من الحول دون سقوط المقاتلة وسط المشاهدين وعدم جرح أحدهم، وأيضاً قام بقذف نفسه على ارتفاع 400 قدم وأنقذ نفسه.
- 1992 - اغتيال المفكر العلماني فرج فودة من قِبَل الجماعة الإسلامية في مصر.
- 2009 - إعلان نتيجة انتخابات مجلس النواب اللبناني والتي أدت إلى فوز تحالف 14 آذار والمستقلين بإحدى وسبعين مقعدًا من مقاعد البرلمان المائة وثمانية وعشرين وبقائهم كأكثرية نيابية، وحصول تحالف 8 آذار والتيار الوطني الحر على 57 مقعد.
- 2013 - مقتل 28 متظاهر في مدينة بنغازي الليبية بعد إطلاق النار عليهم من قبل ميليشيا درع ليبيا، بعد تظاهرهم أمام معسكر تحتله مطالبين بحظر الميليشيات في البلاد.
- 2014 - تنصيب المشير عبد الفتاح السيسي رئيساً لمصر، خلفاً للرئيس المؤقت عدلي منصور.
- 2015 - بلدية باريس تنتهي من نزع أقفال الحب بالكامل من على جسر الفنون المشهور، والفنان الفرنسي من أصل تونسي إل سيد ينتهي من الرسم بالغرافيتي والخط العربي عليه بدعوة من البلدية.
- 2017 - حزب المحافظين الحاكم، الذي ترأسه رئيسة الوزراء تيريزا ماي، يخسر أغلبية المقاعد في البرلمان في الانتخابات العامة، لكنه يبقى أكثر الأحزاب تمثيلًا.
- 2020 - عدد الإصابات المؤكدة بجائحة فيروس كورونا يتخطّى حاجز السبعة ملايين شخص حول العالم، من بينهم أكثر من 403 ألف حالة وفاة وحوالي ثلاثة ملايين و149 ألف حالة تماثلت للشفاء.
- 2021 -
  - القبض على أكثر من 800 مشتبه به وضبط 40 طنًا من المخدرات في 16 دولة في إطار عملية درع طروادة، فيما يُعد أكبر عملية لتعاون وكالات الشرطة الدولية.
  - عبور مسبار جونو بجوار قمر المشتري غانيميد.
- 2024 - جيش الاحتلال الإسرائيلي يرتكب مجزرة في مخيم النصيرات راح ضحيتها ما يزيد عن 270 مدنيًا فلسطينيًا وجُرح قُرابة 700 شخص، وقد حُرر أربعة أسرى، بينما قُتل ثلاثة أسرى آخرون بينهم أمريكي إضافة إلى ضابط إسرائيلي.

## مواليد
- 1625 - جيوفاني دومينيكو كاسيني، عالم رياضيات جنوي.
- 1810 - روبرت شومان، موسيقي ألماني.
- 1916 - فرنسيس كريك، عالم فيزياء وكيمياء حيوية بريطاني حاصل على جائزة نوبل في الطب عام 1962.
- 1921 - سوهارتو، رئيس إندونيسيا.
- 1925 - باربرا بوش، زوجة رئيس الولايات المتحدة الحادي والأربعين جورج بوش الأب.
- 1930 - روبرت أومان، عالم رياضيات إسرائيلي حاصل على جائزة نوبل في العلوم الاقتصادية عام 2005.
- 1936 - كينيث ويلسون، عالم فيزياء أمريكي حاصل على جائزة نوبل في الفيزياء عام 1982.
- 1948 - هالة فاخر، ممثلة مصرية.
- 1955 - خوسيه أنتونيو كاماتشو، لاعب ومدرب كرة قدم إسباني.
- 1957 - ديمبل كاباديا، ممثلة هندية.
- 1966 - جوليانا مارغوليس، ممثلة أمريكية.
- 1975 -
  - رويدا المحروقي، مغنية إماراتية.
  - شيلبا شيتي، ممثلة هندية.
- 1979 - نجلاء عبد الله، ممثلة أردنية.
- 1980 - سعود كريري، لاعب كرة قدم سعودي.
- 1981 - أي نوناكا، ممثلة أداء صوتي يابانية.
- 1982 - ناديا بتروفا، لاعبة كرة مضرب روسية.
- 1982 - ديكسون إيتوهو، لاعب كرة قدم نيجيري.
- 1983 -
  - مامورو ميانو، ممثل أداء صوتي ياباني.
  - كيم كلايسترز، لاعبة كرة مضرب بلجيكي.
- 1984 - خافيير ماسكيرانو، لاعب كرة قدم أرجنتيني.

## وفيات
- 218 - ماكرينوس، إمبراطور روماني.
- 632 - النبي محمد، خاتم الأنبياء والمرسلين في الإسلام.
- 1042 - هارديكانوت، ملك إنجلترا.
- 1690 - جان برستيت، رياضياتي فرنسي.
- 1795 - لويس السابع عشر، ملك فرنسا.
- 1845 - أندرو جاكسون، رئيس الولايات المتحدة السابع.
- 1949 - نجيب الريحاني، ممثل مصري.
- 1947 - يوسف رجيب، صحفي وكاتب عراقي.
- 1970 - أبراهام ماسلو، عالم نفس أمريكي.
- 1992 - فرج فودة، كاتب ومفكر مصري.
- 1994 - حورية حسن، مغنية وممثلة مصرية.
- 1998 -
  - ساني أباتشا، رئيس نيجيريا.
  - ماريا رايشه، عالمة آثار ورياضيات ألمانية.
- 2001 - تماضر توفيق، إعلامية مصرية.
- 2006 - متى المسكين، قمُّص قبطي أرثوذكسي مصري.
- 2009 - عمر بونغو، رئيس الغابون.
- 2012 - غسان تويني، صحفي وسياسي ودبلوماسي لبناني.
- 2014 - محمد أبو الحسن، ممثل مصري.
- 2019 - عبد الباسط الساروت، حارس مرمى سوري وأحد قادة الثورة السورية.
- 2020 - بيير نكورونزيزا، سياسي بوروندي ورئيس سابق لها.

## أعياد ومناسبات
- اليوم العالمي للمحيطات.

## وصلات خارجية
- وكالة الأنباء القطريَّة: حدث في مثل هذا اليوم.
- النيويورك تايمز: حدث في مثل هذا اليوم.
- BBC: حدث في مثل هذا اليوم.